# Aki Irie
Aki Irie (入江 亜季, Irie Aki) est une mangaka japonaise née dans la ville de Marugame (préfecture de Kagawa), connue principalement pour ses œuvres : Les Mondes de Ran (乱と灰色の世界, Ran to Haiiro no Sekai) et Dans le sens du Vent - Nord, Nord-Est (北北西に曇と往け, Hokuhokusei ni Kumo to Ike). 

## Carrière
Avant de commencer sa carrière de mangaka, elle se spécialise à l'université en littérature chinoise.
Elle réalise quelques Dōjinshi avant de faire ses débuts en 2004 avec Albertina (アルベルティーナ, Alubelutina), publié dans le magazine Comic Beam.
L'année suivante, dans le même magazine, elle commence à dessiner son premier manga L'école Bleue (群青学舎, Gunjou Gakusha). Celui-ci se compose d'histoires courtes indépendantes, qui ont toutes pour thème central la couleur bleue. La série comporte 4 tomes reliés dans lesquels est intégrée sa première histoire.
Elle réalise un travail similaire en 2006 autour de la couleur rouge, en publiant un autre recueil d'histoires courtes dans le one-shot Kodamu no tani (コダマの谷 王立大学騒乱劇, Kodama no Tani Ôritsu Daigaku Sôrangeki), inédit en France.
C'est en 2008, dans le magazine Fellows! qu'Aki Irie lance son premier long manga portant le titre Le Monde de Ran (乱と灰色の世界, Ran to Haiiro no Sekai). Lorsque le Fellows est remplacé par le Harta en 2013, elle publie sa seconde longue série Dans le sens du vent - Nord, Nord-Ouest (北北西に曇と往け, Hokuhokusei ni Kumo to Ike).

## Œuvres

### Manga
- 2006 : Kodama no Tani Ôritsu Daigaku Sôrangeki (コダマの谷 王立大学騒乱劇?),  prépublié dans Comic Beam, inédit en France.
- 2006 - 2008 : L’école bleue (群青学舎, Gunjou Gakusha?),  prépublié dans Comic Beam, série en 4 volumes, publié en Franche chez les éditions Kana, ce manga est en arrêt de commercialisation[2]
- 2008 - 2015 : Le Monde de Ran (乱と灰色の世界, Ran to Haiiro no Sekkai?),  prépublié dans le magazine Fellows! puis dans le Haruta à partir de 2013, série en 7 volumes. En France il existe deux éditions de cette série de manga. Toutes les deux publiées chez Black Box (maison d'édition) la première en 2016 et la seconde en 2020
- 2016 - en cours : Dans le sens du Vent - Nord, Nord-Est (北北西に曇と往け, Hokuhokusei ni Kumo to Ike?),  prépublié dans le Haruta, série de 6 volumes actuellement. En France la série est publié depuis 2020 en volumes reliés chez les éditions Soleil
- 2022 : Tabi (旅?), recueil d’histoires courtes et d’illustrations[3]

## Distinction
- 2019 : 6e prix du Grand prix du manga pour son œuvre Dans le sens du Vent - Nord, Nord-Est (北北西に曇と往け, Hokuhokusei ni Kumo to Ike?).